# Louise Lenormand
Louise Lenormand est une plongeuse française née le 14 juin 1901 à Maisons-Alfort et morte le 3 décembre 1995 à Sevran. Son mari Eugène Lenormand est également plongeur.
Elle a participé aux épreuves de plongeon aux Jeux olympiques de 1924. Elle se classe cinquième sur huit dans sa poule du premier tour et n'est pas qualifiée pour la finale.